# ۶۳ (قمری)
۶۳ (قمری)، شصت و سومین سال در گاهشماری هجری قمری است. اول محرم این سال برابر با سیزدهم سپتامبر سال ۶۸۲ میلادی است.

## رویدادها
- ۲۸ ذیحجه.  واقعه حره، سرکوب قیام مردم مدینه کشتار آنها توسط سپاهیان یزید بن معاویه.

## درگذشتگان
- سائب بن خاثر

- عبدالله بن حنظله

- معقل بن سنان